# Hallan Çemi
Hallan Çemi Tepesi (Tepesi significa colina en turco: Hallan Çemi Tepesi (Tepesi significa colina en turco) es un yacimiento del Protoneolítico en el sureste de Anatolia que fue descubierto en 1989 y se cree que tiene más de 11 000 años de antigüedad (fundado hacia el 9500 a. C.). Las herramientas se fabricaban con sílex y obsidiana. Hay pruebas de que se importaba malaquita, un mineral de cobre, lo que sugiere la existencia de una red comercial. Los alimentos básicos eran las lentejas, las almendras y los pistachos. Mientras que las ovejas y las cabras solían ser los primeros animales en ser criados por las comunidades de Oriente Próximo, parece que Hallan Çemi comenzó con cerdos.

## Excavaciones
Se descubrió en 1990 durante las prospecciones realizadas por Michael Rosenberg y H. Togul en la zona de recogida de agua mientras se construía la presa de Batman. Durante las investigaciones en la región se encontró una industria de piedra descascarillada y vasijas de piedra decoradas. Posteriormente, la Universidad de Delaware de EE. UU., METU TEKDAM (Centro de Investigación para la Recuperación y Evaluación de Artefactos Históricos) y el Museo de Diyarbakır llevaron a cabo excavaciones bajo la dirección de Rosenberg en 1990-1994.
El objetivo principal de las excavaciones era obtener información suficiente sobre las economías de subsistencia de los pobladores.

## Arquitectura
Los resultados de las excavaciones de la fase A del Neolítico acerámico (PPN - Neolítico precerámico) datan  de al menos cuatro fases en la estructura del emplazamiento. Sin embargo, las excavaciones se hicieron lo suficiente como para revelar restos arquitectónicos en las tres primeras fases de construcción  15 m en el centro del asentamiento. Se cree que existe una fosa natural de un metro de diámetro, que alrededor de esta fosa se construyeron casas tipo cabaña y que la fosa se utilizó como basurero. De hecho, en esta fosa se encontraron muchos huesos de animales y fragmentos de piedra. Se entiende que esta fosa, utilizada en los tres niveles de construcción, tiene una estructura de tipo cabaña. Además, la presencia de tres cráneos de oveja (con sus cuernos) sugiere que esta fosa era «multifuncional».
La arquitectura de los tres niveles del edificio es diferente. En el primer nivel de construcción se utilizaron bloques de arenisca. Las dos estructuras circulares desenterradas durante las excavaciones tienen entre 5 y 6 metros de diámetro y su parte superior estaba techada con ramas. La parte de la entrada de los edificios se dejó abierta y aquí se construyó un segundo muro en forma de semicírculo. En este muro se dejó un hueco para la puerta. Entre estos dos muros, el más ancho es de 1 metro en la parte delantera. Los edificios se construyeron excavando el suelo y semienterrados. Los muros son de hasta un metro de piedra y se entiende que la parte superior se construyó con la técnica del tejido. En las paredes de mampostería de piedra, 10 cm. hay ranuras verticales anchas. Se cree que los contrafuertes y los haces de cañas que formaban el techo estaban revocados con barro.
En el centro de ambos edificios se construyeron tres bloques y un hogar en forma de U. Se entiende que los dos edificios en cuestión no eran para fines residenciales, sino para uso general de la comunidad.
En el segundo nivel de construcción se utilizaron piedras recogidas en el cercano arroyo Sason. Sin embargo, aquí también se pueden ver dos estructuras redondas, pero son más pequeñas y no hay un segundo muro delante. Los suelos, en cambio, estaban formados por bloques de arenisca cuidadosamente colocados.
En el tercer nivel del edificio se utilizaron piedras del río. En este nivel de construcción hay estructuras en forma de U, cuyos suelos no están empedrados y cuya función se desconoce, vistas en los otros dos niveles de construcción.
Aunque se han encontrado muy pocas cerámicas en las laderas del sur de la colina, no se puede hablar del asentamiento neolítico cerámico a la luz de los hallazgos.

## Hallazgos arqueológicos
Alrededor del 60% de las herramientas de piedra y los desechos encontrados en el asentamiento son de obsidiana . La fuente de obsidiana más cercana es Nemrut Montaña a una distancia de tres días (100 km) . Además, se han encontrado morteros de cabra y cabeza de cerdo tallados en piedra. Las cuentas de piedra son los hallazgos de los adornos de las personas que vivían en el asentamiento. Las vasijas de piedra talladas en piedra caliza son abundantes incluso en la superficie. Se afirma que el asentamiento de Çayönü tiene similitudes con tales hallazgos de las capas tardías. Son cuencos de paredes finas, de fondo plano y perfilado casi vertical o cuencos profundos. Los exteriores están tallados en su mayoría con decoraciones geométricas en forma de zigzag, líneas cruzadas y onduladas. También se ven descripciones de la naturaleza. En una de ellas, hay una representación muy esquemática de tres perros o lobos caminando en fila.
Los huesos de animales recogidos durante las excavaciones ascienden a 2 toneladas, en su mayoría pertenecientes a mamíferos. El 36% de ellos son ovejas, el 7% cabras, el 43% juntos, el 27% ciervos rojos , 13% perro, dos tipos de zorro y chacal, 12% cerdo, 3% oso pardo%, 2 de ellos son huesos de liebre. También hay una menor proporción de huesos de marta, gato montés, castor y puercoespín. Se entiende que también se cazaba ganado salvaje. Además de los mamíferos, se cazaban dos tipos de peces, lagartos, tortugas y diversas aves. La tortuga es, con mucho, la mayoría. De estos huesos, se han encontrado los primeros rastros de que fueron domesticados solo en los huesos de cerdo. Algunos dientes están entre los valores del cerdo doméstico y del jabalí, mientras que otros son como los dientes del cerdo doméstico. Esta evidencia sugiere que la domesticación del cerdo se encuentra en una fase antigua del proceso. Aunque no hay evidencia de intentos de domesticación de ovejas y cabras, la estrategia de caza seguida para estos animales es interesante. Parece que se prefieren los animales machos, probablemente para proteger la población de ambas especies. Uno de los datos más importantes que aportan las excavaciones de Hallan Çemi, por ahora, es que el cerdo fue el primer animal domesticado al menos en Anatolia oriental.
El jefe de la excavación, Michel Rosenberg, y el Dr. Richard Redding  publicaron una serie de artículos y sugirieron que los residentes de Hallan Çemi aplicaban un tipo de manipulación animal, que se practica hoy en día en Nueva Guinea, con los cerdos. Este tipo de cría de cerdos se conoce como el «Modelo de Nueva Guinea»"[15]. Según este modelo, se manipulaba a las cerdas y se les permitía aparearse con jabalíes en el exterior. Las crías de los machos se mataban y se comían a cierta edad, mientras que algunas de las crías de las hembras se utilizaban de esta manera, y otras se alimentaban de sus crías.
En las excavaciones se han recogido más de 130 conchas de ostras de agua dulce. Este hallazgo ha sido muy importante para evaluar el asentamiento de Hallan Çemi. Las líneas de crecimiento de 63 de las conchas han llegado hasta nuestros días como lo suficientemente fuertes para ser examinadas. El 16% de estos hallazgos fueron extraídos del agua durante la temporada de crecimiento lento, es decir, el verano. El 43% se recogió antes del periodo de crecimiento rápido, es decir, a principios o mediados de otoño, el 19% durante el periodo de crecimiento rápido completo, a finales de otoño e invierno, y el 16% al final del periodo de crecimiento rápido, como la primavera. Resulta. Como resultado, se demuestra que el asentamiento de Hallan Çemi no es un asentamiento estacional sino un asentamiento permanente que está habitado durante todo el año.

## Evaluación
Se trata de un pequeño asentamiento sin densidad de edificación  con una superficie aproximada de 20 234 km2.
Aunque llevan una vida sedentaria, el medio de vida de Hallan Çemi es la caza y recolección. La dieta de estos cazadores-recolectores residentes se basaba predominantemente nueces, Legumbres y una variedad de animales de caza, destacando especialmente el consumo de frutos secos[11], por lo que se considera una comunidad que aún no había iniciado la agricultura. Salvo el cerdo, que también está a punto de ser domesticado, no hay pruebas de que ya lo estuviese.
Los restos vegetales descubiertos dan una idea de las plantas recogidas. No hay evidencias de cereales silvestres o cultivados. En la industria de la piedra del asentamiento, no se encuentran hallazgos del estilo utilizado para hacer hoces. Las plantas silvestres recogidas habitualmente son lentejas, guisantes, almendras, cacahuetes.
Las almendras silvestres se han consumido mucho, aunque contienen toxinas. Probablemente tenían alguna forma de eliminar la toxina. Los hallazgos de almendras silvestres carbonizadas sugieren que este proceso de desintoxicación fuera el tostado de la almendra.
Sin embargo, la datación con los nuevos hallazgos de 1993 resulta aproximadamente entre 11 700 y 11 270 años antes de la fecha actual del asentamiento.
Se puede afirmar con seguridad que el asentamiento se remonta al menos al X - IX milenio a. C. Según esto, se cree que Hallan Çemi es el asentamiento más antiguo conocido en Anatolia. Por otra parte, la información obtenida de las excavaciones obliga a aceptar que este asentamiento fue el menos afectado por los asentamientos del Levante de la época. Lo que se entiende aquí es la cultura natufiense del Levante. Aunque las influencias del natufiense son débiles, se sugiere que las raíces de la tradición cultural de Hallan Çemi tienen su origen en la cultura zarziense, una cultura del Paleolítico superior - Epipaleolítico. El director de la excavación también describe las herramientas de piedra del asentamiento como similares a las del epipaleolítico zarzianse.
Existen varios enfoques sobre la datación del asentamiento y discusiones basadas en ellos. El director de la excavación considera los extremos del Epipaleolítico  y del Neolítico precerámico, aunque sean adyacentes entre sí.